# Limnia sandovalensis
Limnia sandovalensis is een vliegensoort uit de familie van de slakkendoders (Sciomyzidae). De wetenschappelijke naam van de soort is voor het eerst geldig gepubliceerd in 1978 door Fisher and Orth.